# 雷德蒙德 (西澳大利亚)
雷德蒙德（Redmond）是西澳大利亚大南區的一个小镇。它位于 珀斯东南399km，距離雷德蒙德最近的鎮是奧班尼。1912年，该地区开通了一条侧线。  該小鎮的名字來自於爱尔兰民族主义领袖约翰·爱德华·雷德蒙德。